# Conducere imprudentă

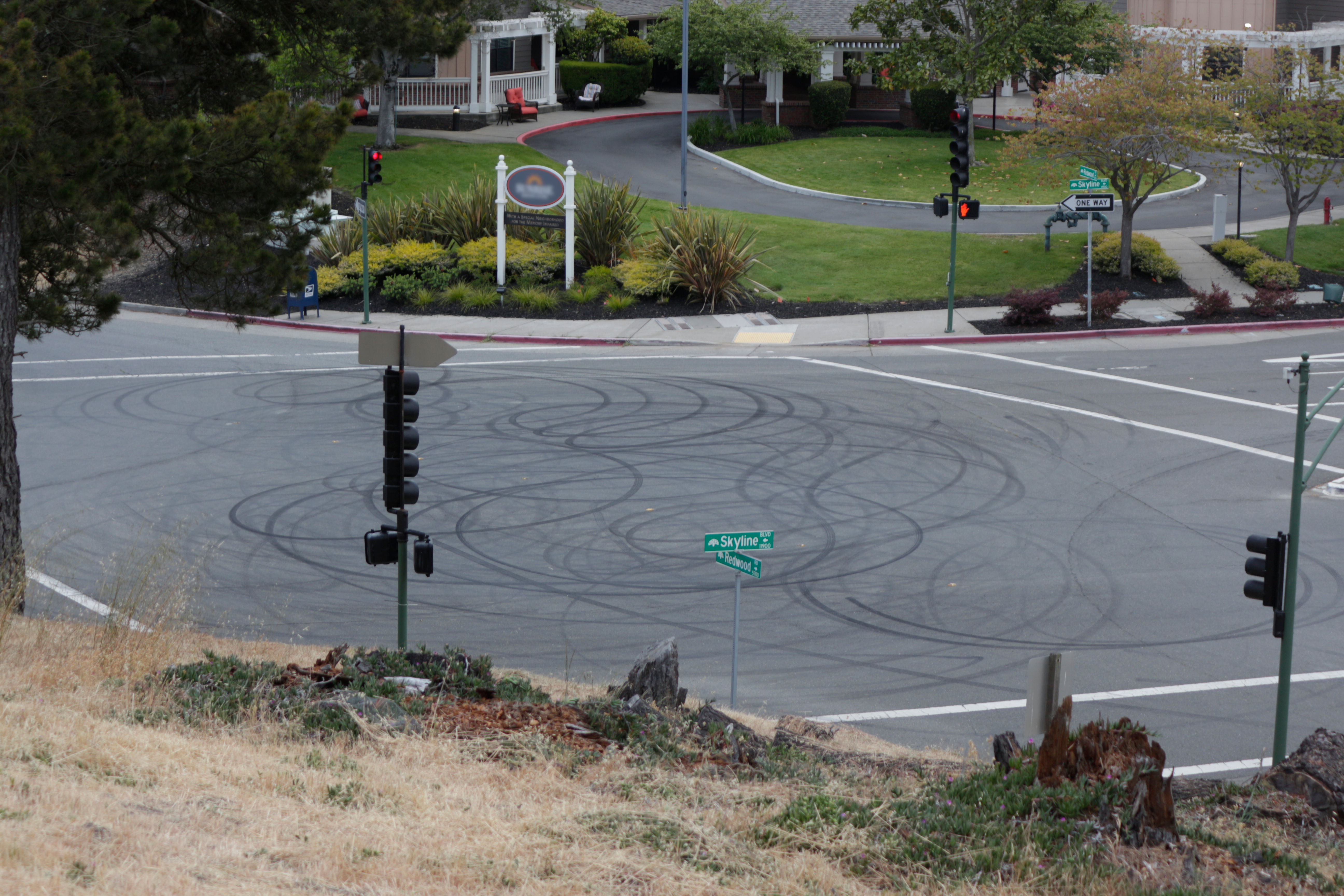
Urme de derapaj de la cineva care face (gogoașă) la o intersecție.

În legislația⁠(d) Statelor Unite ale Americii, conducerea imprudentă este o încălcare majoră⁠(d) legată de conducerea agresivă, care constă, în general, în conducerea unui vehicul cu neglijență intenționată sau nesocotită față de siguranța persoanelor sau a bunurilor. Este, de obicei, o infracțiune mai gravă decât conducerea neglijentă, conducerea necorespunzătoare sau conducerea fără grija și atenția cuvenite⁠(d) și este adesea pedepsită cu amenzi, închisoare sau suspendarea sau revocarea permisului de conducere. În țările din Commonwealth, se aplică infracțiunea de conducere periculoasă⁠(d).
Conducerea imprudentă a fost studiată de psihologi, care au constatat că șoferii imprudenți au un scor ridicat în ceea ce privește trăsăturile de personalitate de asumare a riscurilor; cu toate acestea, nu poate fi atribuită o cauză unică stării mentale.
În funcție de jurisdicție, conducerea imprudentă poate fi definită de o anumită stare mentală subiectivă⁠(d) care reiese din circumstanțe sau de anumite acțiuni ale conducătorului auto, indiferent de starea mentală, sau de ambele.

## Legi în funcție de stat

### Alabama
Codul din Alabama 1975, titlul 32 (Autovehicule și trafic), secțiunea 32-5A-190 (Conducerea imprudentă):
(a) Orice persoană care conduce un vehicul cu nepăsare și fără a ține seama de drepturile sau siguranța persoanelor sau a bunurilor, sau fără precauția și circumspecția cuvenite și la o viteză sau într-un mod care pune în pericol sau poate pune în pericol orice persoană sau bun, se face vinovată de conducere imprudentă.
(b) Orice persoană condamnată pentru conducere imprudentă se pedepsește, la prima condamnare, cu închisoare pentru o perioadă de cel puțin cinci zile și de cel mult 90 de zile sau cu o amendă de cel puțin 25,00 $ și de cel mult 500,00 $ sau cu ambele pedepse, amendă și închisoare, iar la a doua condamnare sau la condamnări ulterioare se pedepsește cu închisoare pentru o perioadă de cel puțin 10 zile și de cel puțin șase luni sau cu o amendă de cel puțin 50.00 și nici mai mult de 500,00 $, sau atât cu o astfel de amendă, cât și cu închisoare, iar instanța poate interzice persoanei astfel condamnate să conducă un autovehicul pe drumurile publice ale acestui stat pentru o perioadă care să nu depășească șase luni, iar permisul persoanei va fi suspendat pentru o astfel de perioadă de către directorul siguranței publice în conformitate cu secțiunea 32-5A-195.
(c) Nici conducerea imprudentă, nici orice altă încălcare a regulilor de circulație în temeiul prezentului capitol nu constituie o infracțiune mai puțin gravă în cadrul unei acuzații de conducere sub influența alcoolului sau a drogurilor. (Legea 1980, nr. 80-434, p. 604, §9-101.) 

### Alaska
Statutul statului Alaska, titlul 28 (Autovehicule), capitolul 35 (Infracțiuni și accidente), secțiunea 40. (Conducerea imprudentă)
(a) O persoană care conduce un autovehicul în stat într-un mod care creează un risc substanțial și nejustificat de vătămare a unei persoane sau a proprietății se face vinovată de conducere imprudentă. Un risc substanțial și nejustificat este un risc de o astfel de natură și grad încât ignorarea conștientă a acestuia sau neperceperea lui constituie o abatere gravă de la standardul de conduită pe care o persoană rezonabilă l-ar observa în situația respectivă.
(b) O persoană condamnată pentru conducere imprudentă se face vinovată de o contravenție și se pedepsește cu o amendă de cel mult 1.000 de dolari sau cu închisoare de cel mult un an sau cu ambele.
(c) Cursele de automobile, snowmobile, motociclete sau alte curse sau expoziții de autovehicule desfășurate în mod legal nu fac obiectul dispozițiilor prezentei secțiuni. (AS 28.35.040) 

### Arizona
28-693. Conducerea imprudentă; clasificare; permis; predare
A. O persoană care conduce un vehicul fără a ține seama de siguranța persoanelor sau a bunurilor se face vinovată de conducere imprudentă.
B. O persoană condamnată pentru conducere imprudentă se face vinovată de o contravenție de clasa 2.
C. În plus, judecătorul poate solicita predarea către un ofițer de poliție a oricărui permis de conducere al persoanei condamnate, raportează condamnarea către departament și poate dispune suspendarea privilegiilor de conducere ale persoanei pentru o perioadă de cel mult nouăzeci de zile. La primirea rezumatului condamnării și a ordinului, departamentul suspendă privilegiul de conducere al persoanei respective pentru perioada de timp dispusă de judecător.
D. Dacă o persoană care este condamnată pentru o încălcare a prezentei secțiuni a fost condamnată anterior pentru o încălcare a prezentei secțiuni, a secțiunii 13-1102 sau a secțiunii 13-1103, subsecțiunea A, alineatul 1, la conducerea unui vehicul sau a secțiunii 28-708, 28-1381, 28-1382 sau 28-1383 într-o perioadă de douăzeci și patru de luni:
1. Persoana este vinovată de o contravenție de clasa 1.
2. Persoana nu este eligibilă pentru eliberare condiționată, grațiere, suspendarea pedepsei sau eliberare pe orice bază până când persoana nu a executat nu mai puțin de douăzeci de zile de închisoare.
3. Judecătorul poate solicita predarea către un ofițer de poliție a oricărui permis de conducere al persoanei și transmite imediat rezumatul condamnării către departament.
4. La primirea extrasului de condamnare, departamentul revocă privilegiul de conducere al persoanei.
E. Datele comiterii infracțiunii sunt factorul determinant în aplicarea subsecțiunii D din prezenta secțiune. O a doua încălcare sau o încălcare ulterioară pentru care are loc o condamnare în conformitate cu prezenta secțiune nu include o condamnare pentru o infracțiune care rezultă din aceeași serie de acte.
F. La pronunțarea unei pedepse cu închisoarea în temeiul prezentei secțiuni și după ce instanța primește confirmarea că persoana este angajată sau este studentă, instanța poate prevedea în sentință că, în cazul în care inculpatul este angajat sau este student, inculpatul poate continua angajarea sau școlarizarea timp de cel mult douăsprezece ore pe zi și nici mai mult de cinci zile pe săptămână. Inculpatul petrece restul zilelor sau părților de zile în închisoare până la executarea pedepsei și i se permite să iasă din închisoare doar atât timp cât să efectueze orele efective de muncă sau de școlarizare ale inculpatului. 

### Arkansas
Codul Arkansas, Titlul 27 (Transporturi), Subtitlul 4 (Traficul autovehiculelor), Capitolul 50 (Sancțiuni și executare), Subcapitolul 3 (Infracțiuni și sancțiuni în general)
(a) Orice persoană care conduce un vehicul într-o manieră care indică o neglijență nejustificată față de siguranța persoanelor sau a bunurilor se face vinovată de conducere imprudentă.
(b) (1)
(A) În cazul în care rezultă vătămarea fizică a unei persoane, orice persoană condamnată pentru conducere imprudentă se pedepsește, la prima condamnare, cu închisoare pentru o perioadă de cel puțin treizeci (30) de zile și de cel mult nouăzeci (90) de zile sau cu o amendă de cel puțin o sută de dolari (100 $) și de cel puțin o mie de dolari (1 000 $), sau cu ambele pedepse, amendă și închisoare.
(B) În caz contrar, orice persoană condamnată pentru conducere imprudentă se pedepsește, la prima condamnare, cu închisoare pentru o perioadă de cel puțin cinci (5) zile și de cel mult nouăzeci (90) de zile sau cu o amendă de cel puțin douăzeci și cinci de dolari (25,00 $) și de cel mult cinci sute de dolari (500 $) sau cu ambele pedepse, amendă și închisoare.
(2)
(A) Pentru o a doua infracțiune sau pentru o infracțiune ulterioară care are loc în termen de trei (3) ani de la prima infracțiune, orice persoană condamnată pentru conducere imprudentă se pedepsește cu închisoare pentru o perioadă de cel puțin treizeci (30) de zile și de cel mult șase (6) luni sau cu o amendă de cel puțin cinci sute de dolari (500 $) și de cel puțin o mie de dolari (1.000 $), sau cu ambele pedepse, amendă și închisoare. (B) Cu toate acestea, în cazul în care a doua infracțiune sau infracțiunea ulterioară implică vătămarea fizică a unei persoane, persoana condamnată este pedepsită cu închisoarea pe o perioadă de cel puțin șaizeci (60) de zile și de cel mult un (1) an sau cu o amendă de cel puțin cinci sute de dolari (500 $) și de cel mult o mie de dolari (1 000 $), sau cu ambele pedepse, amendă și închisoare. (AC 27-50-30; Legea 1937, nr. 300, § 50; Pope's Dig., § 6708; Legea 1955, nr. 186, § 1; A.S.A. 1947, § 75-1003; Legea 1987, nr. 258, § 1) 

### California
Codul vehiculelor din California§ 23103.5: Conducerea neglijentă sau neglijentă în prezența alcoolului (pedepsită ca DUI în California)
(a) Orice persoană care conduce un vehicul pe o autostradă neglijând în mod deliberat sau gratuit siguranța persoanelor sau a bunurilor se face vinovată de conducere imprudentă.
(b) Orice persoană care conduce un vehicul în orice parcare în afara străzii, astfel cum este definită în subdiviziunea (c) din secțiunea 12500, neglijând în mod deliberat sau premeditat siguranța persoanelor sau a bunurilor se face vinovată de conducere imprudentă.
(c) Persoanele condamnate pentru infracțiunea de conducere imprudentă sunt pedepsite cu închisoarea într-o închisoare județeană pentru nu mai puțin de cinci zile și nu mai mult de 90 de zile sau cu o amendă de nu mai puțin de o sută patruzeci și cinci de dolari (145 $) și nu mai mult de o mie de dolari (1.000 $), sau atât cu această amendă, cât și cu închisoarea, cu excepția cazurilor prevăzute în secțiunea 23104.
Amendat Sec. 19, Ch. 739, Stats. 2001. În vigoare de la 1 ianuarie 2002.
Conducerea imprudentă: Leziuni corporale Codul vehiculului 23104
(a) Cu excepția celor prevăzute în subdiviziunea (b), ori de câte ori conducerea imprudentă a unui vehicul cauzează în mod proxim vătămarea corporală a oricărei persoane, alta decât conducătorul auto, persoana care conduce vehiculul va fi pedepsită, în caz de condamnare, cu închisoare în închisoarea comitatului pentru o perioadă de cel puțin 30 de zile și cel mult șase luni sau cu o amendă de cel puțin două sute douăzeci de dolari ($220) și cel mult o mie de dolari ($1,000), sau cu ambele pedepse, amendă și închisoare.
(b) Orice persoană condamnată pentru conducere imprudentă care cauzează în mod proxim vătămări corporale grave, astfel cum sunt definite în secțiunea 12022. 7 din Codul penal, oricărei persoane, alta decât conducătorul auto, care a fost condamnată anterior pentru o încălcare a secțiunii 23103, 23104, 23109, 23152 sau 23153, este pedepsită cu închisoare în închisoarea de stat, cu închisoare în închisoarea comitatului pentru nu mai puțin de 30 de zile și nu mai mult de șase luni sau cu o amendă de nu mai puțin de două sute douăzeci de dolari (220 USD) și nu mai mult de o mie de dolari (1 000 USD) sau cu ambele pedepse, amendă și închisoare.
Modificat Ch. 216, Stats. 1984. În vigoare de la 1 ianuarie 1985.

### Colorado
Statutul Colorado CRS 42-4-1401: Conducerea imprudentă  Arhivat în 12 martie 2014, la Wayback Machine.
(1) O persoană care conduce un autovehicul, o bicicletă, o bicicletă asistată electric sau un scuter cu putere redusă într-un mod care indică fie o neglijență gratuită, fie o neglijență intenționată față de siguranța persoanelor sau a bunurilor se face vinovată de conducere imprudentă. O persoană condamnată pentru conducerea imprudentă a unei biciclete sau /biciclete cu asistență electrică nu face obiectul dispozițiilor din secțiunea 42-2-127.
(2) Orice persoană care încalcă oricare dintre dispozițiile prezentei secțiuni comite o infracțiune rutieră contravențională de clasa 2. La o a doua condamnare sau la o condamnare ulterioară, această persoană va fi pedepsită cu o amendă de nu mai puțin de cincizeci de dolari și nu mai mult de o mie de dolari sau cu închisoare în închisoarea comitatului pentru nu mai puțin de zece zile și nu mai mult de șase luni sau cu ambele pedepse, amendă și închisoare.
(3) O acuzație de conducere imprudentă conform Colorado CRS § 42-4-1401 este considerată o infracțiune contravențională de circulație de clasa 2. O condamnare poate duce la o amendă cuprinsă între 150,00 $ și 300,00 $, o posibilă pedeapsă cu închisoarea de la 10 la 90 de zile, o evaluare de 8 puncte la permisul de conducere și o creștere a acoperirii sau a tarifelor de asigurare auto.

### Connecticut
Statutul Connecticut GSC Secțiunea 14-222: Conducerea imprudentă 
(a) Nicio persoană nu poate conduce un autovehicul pe orice drum public al statului sau pe orice drum al oricărei asociații municipale cu statut special sau al oricărui district organizat în conformitate cu dispozițiile capitolului 105, al cărui scop este construirea și întreținerea de drumuri și trotuare, sau în orice zonă de parcare pentru zece mașini sau mai mult sau pe orice drum privat pe care a fost stabilită o limită de viteză în conformitate cu dispozițiile secțiunii 14-218a sau pe orice proprietate școlară în mod imprudent, având în vedere lățimea, traficul și utilizarea unei astfel de șosele, drum, proprietate școlară sau zonă de parcare, intersecția străzilor și condițiile meteorologice. Exploatarea unui autovehicul pe o astfel de autostradă, drum sau zonă de parcare pentru zece mașini sau mai mult la o viteză care pune în pericol viața oricărei persoane, alta decât conducătorul acestui autovehicul, sau exploatarea, în coborâre, pe orice autostradă, a oricărui autovehicul înmatriculat în scopuri comerciale cu ambreiajul sau vitezele dezactivate, sau exploatarea cu bună știință a unui autovehicul cu mecanism defect constituie o încălcare a dispozițiilor prezentei secțiuni. Conducerea unui autovehicul pe o astfel de autostradă, drum sau parcare pentru zece sau mai multe mașini cu o viteză mai mare de optzeci și cinci de mile pe oră constituie o încălcare a dispozițiilor prezentei secțiuni.
(b) Orice persoană care încalcă oricare dintre dispozițiile prezentei secțiuni va fi amendată cu nu mai puțin de o sută de dolari și nu mai mult de trei sute de dolari sau încarcerată pentru nu mai mult de treizeci de zile sau va fi atât amendată, cât și încarcerată pentru prima infracțiune și pentru fiecare infracțiune ulterioară va fi amendată cu nu mai mult de șase sute de dolari sau încarcerată pentru nu mai mult de un an sau va fi atât amendată, cât și încarcerată.

### Delaware
Statutul Delaware Codul DE Titlul 21 Secțiunea 4175: Conducerea imprudentă 
(a) Nicio persoană nu poate conduce un vehicul neglijând în mod deliberat sau premeditat siguranța persoanelor sau a bunurilor, iar această infracțiune este cunoscută sub numele de conducere imprudentă.
(b) Oricine încalcă subsecțiunea (a) din prezenta secțiune va fi amendat pentru prima infracțiune cu nu mai puțin de 100 de dolari și nu mai mult de 300 de dolari sau va fi încarcerat pentru nu mai puțin de 10 zile și nu mai mult de 30 de zile sau ambele. Pentru fiecare infracțiune similară ulterioară care are loc în termen de 3 ani de la o infracțiune anterioară, persoana va fi amendată cu nu mai puțin de 300 de dolari și nu mai mult de 1.000 de dolari sau va fi închisă pentru nu mai puțin de 30 de zile și nu mai mult de 60 de zile, sau ambele. Nici o persoană care încalcă subsecțiunea (a) din prezenta secțiune nu poate primi o pedeapsă cu suspendare. Cu toate acestea, pentru prima abatere, perioada de închisoare poate fi suspendată. Oricine este condamnat pentru încălcarea subsecțiunii (a) din prezenta secțiune și a cărui acuzație a fost redusă de la încălcarea § 4177(a) din prezentul titlu trebuie, în plus față de cele de mai sus, să urmeze un curs de instruire sau un program de reabilitare stabilit în temeiul § 4177D din prezentul titlu și să plătească toate taxele aferente. În astfel de cazuri, instanța care soluționează cazul menționează în dosarul instanței că infracțiunea a fost legată de consumul de alcool sau de droguri, iar această mențiune se înscrie în dosarul auto al contravenientului.

### Districtul Columbia
District of Columbia Codul DC Secțiunea 50-2201.04: Conducerea imprudentă 
(a) Niciun vehicul nu poate fi condus cu o viteză mai mare decât cea permisă de reglementările adoptate sub autoritatea prezentei părți.
(b) O persoană se face vinovată de conducere imprudentă în cazul în care conduce un vehicul pe o șosea cu nepăsare și neglijență, neținând seama în mod deliberat sau premeditat de drepturile sau siguranța altora sau fără precauția și circumspecția cuvenite și la o viteză sau într-un mod care pune în pericol sau poate pune în pericol o persoană sau un bun.
(b-1) O persoană se face vinovată de conducere imprudentă agravată dacă persoana încalcă subsecțiunea (b) din prezenta secțiune și persoana face una sau mai multe dintre următoarele:
(1) Conduce vehiculul cu o viteză egală sau mai mare de 30 de mile pe oră peste limita de viteză indicată;
(2) cauzează altei persoane vătămări corporale sau invaliditate permanentă sau desfigurare; sau
(3) cauzează daune materiale mai mari de 1.000 de dolari.
(c)
(1) O persoană care încalcă subsecțiunea (b) din prezenta secțiune va fi, la condamnarea pentru prima infracțiune, amendată cu cel mult suma stabilită în § 22-3571.01 sau încarcerată pentru cel mult 90 de zile, sau ambele.
(2) O persoană care încalcă subsecțiunea (b) din prezenta secțiune atunci când persoana a fost condamnată pentru o infracțiune anterioară în temeiul subsecțiunii (b) din prezenta secțiune într-o perioadă de 2 ani și este condamnată pentru infracțiunea actuală va fi amendată cu cel mult suma stabilită în § 22-3571.01 sau încarcerată pentru cel mult 180 de zile.
(3) O persoană care încalcă subparagraful (b) din prezenta secțiune atunci când persoana are 2 sau mai multe condamnări anterioare pentru infracțiuni prevăzute la subparagraful (b) din prezenta secțiune într-o perioadă de 2 ani și este condamnată pentru infracțiunea actuală nu va primi o amendă mai mare decât suma stabilită în § 22-3571.01 sau va fi încarcerată pentru cel mult un an.
(c-1)
(1) O persoană care încalcă subsecțiunea (b-1) din prezenta secțiune este condamnată, la prima abatere, la o amendă care nu depășește suma stabilită în § 22-3571.01 sau la încarcerare pentru cel mult 180 de zile, sau la ambele.
(2) O persoană care încalcă subparagraful (b-1) din prezenta secțiune atunci când persoana are una sau mai multe condamnări anterioare pentru infracțiuni prevăzute la subparagraful (b-1) într-o perioadă de 2 ani și este condamnată pentru infracțiunea actuală va fi amendată cu cel mult suma stabilită în § 22-3571.01 sau încarcerată pentru cel mult un an.
(d) Orice persoană care încalcă orice dispoziție a prezentei secțiuni, cu excepția cazului în care infracțiunea constituie conducere imprudentă agravată, face obiectul unei amenzi civile în conformitate cu Legea privind judecarea infracțiunilor rutiere din districtul Columbia (§ 50-2301.01 și următoarele).
(e) Există prezumția că o condamnare pentru conducere imprudentă, neglijentă, periculoasă sau agresivă care a avut loc într-o jurisdicție străină constituie conducere imprudentă, astfel cum se prevede în subsecțiunea (b) din prezenta secțiune, cu excepția cazului în care districtul poate prezenta dovezi că persoana respectivă a îndeplinit cerințele pentru conducere imprudentă agravată prevăzute în subsecțiunea (b-1) din prezenta secțiune.
(f) Amenzile prevăzute în prezenta secțiune nu sunt limitate de § 22-3571.01.

### Florida
Secțiunea 316.192 din Statutul Floridei: Conducerea imprudentă 
(1)(a) Orice persoană care conduce un vehicul fără a ține seama în mod deliberat sau premeditat de siguranța persoanelor sau a bunurilor se face vinovată de conducere imprudentă.
(b) Fuga cu un autovehicul de la un ofițer de poliție constituie conducere imprudentă per se.
(2) Cu excepția dispozițiilor din subsecțiunea (3), orice persoană condamnată pentru conducere imprudentă este pedepsită:
(a) La o primă condamnare, cu închisoare pentru o perioadă de cel mult 90 de zile sau cu amendă de cel puțin 25 de dolari și de cel mult 500 de dolari sau cu ambele pedepse, amendă și închisoare.
(b) La o a doua condamnare sau la o condamnare ulterioară, cu închisoare pentru o perioadă de cel mult 6 luni sau cu o amendă de cel puțin 50 de dolari și de cel mult 1.000 de dolari sau cu ambele pedepse, amendă și închisoare.
(3) Orice persoană:
(a) Care încalcă alineatul (1);
(b) Care conduce un vehicul; și
(c) Care, din cauza unei astfel de operațiuni, provoacă:
1. Daune proprietății sau persoanei altei persoane comite o contravenție de gradul întâi, pedepsită conform prevederilor s. 775.082 sau s. 775.083.
2. Vătămarea corporală gravă a altei persoane constituie o infracțiune de gradul al treilea, pedepsită conform prevederilor s. 775.082, s. 775.083 sau s. 775.084. Termenul „vătămare corporală gravă” înseamnă o vătămare a unei alte persoane, care constă într-o stare fizică care creează un risc substanțial de deces, desfigurare personală gravă sau pierderea sau afectarea prelungită a funcției oricărui membru sau organ corporal.
(4) Prin derogare de la orice altă dispoziție a prezentei secțiuni, 5 $ se adaugă la o amendă impusă în temeiul prezentei secțiuni. Grefierul remite suma de 5 $ Departamentului de Venituri pentru a fi depusă în Fondul fiduciar al serviciilor medicale de urgență.
(5) În plus față de orice altă sancțiune prevăzută în prezenta secțiune, dacă instanța are motive întemeiate să creadă că utilizarea alcoolului, a substanțelor chimice prevăzute în s. 877.111 sau a substanțelor controlate în temeiul capitolului 893 a contribuit la încălcarea prezentei secțiuni, instanța va dispune ca persoana astfel condamnată să finalizeze un program DUI de abuz de substanțe

### Georgia
O.C.G.A⁠(d) § 40-6-390. Conducere imprudentă
(a) Orice persoană care conduce un vehicul cu nepăsare față de siguranța persoanelor sau a bunurilor comite infracțiunea de conducere imprudentă.
(b) Orice persoană condamnată pentru conducere imprudentă se face vinovată de o contravenție și, în urma condamnării, va fi pedepsită cu o amendă de cel mult 1.000,00 $ sau cu închisoare de cel mult 12 luni, sau cu ambele pedepse, cu condiția ca nicio dispoziție a prezentei secțiuni a Codului să nu fie interpretată astfel încât să priveze instanța care impune pedeapsa de competența conferită de lege de a suspenda sau de a amâna executarea acestei pedepse sau de a plasa inculpatul în probațiune.

### Hawaii
Statutul Hawaii HRS Secțiunea 291-2: Conducerea imprudentă 
Oricine conduce un vehicul sau călărește un animal în mod imprudent, fără a ține seama de siguranța persoanelor sau a bunurilor, se face vinovat de conducerea imprudentă a unui vehicul sau de călăritul imprudent al unui animal, după caz, și se pedepsește cu amendă de cel mult 1.000 de dolari sau cu închisoare de cel mult treizeci de zile, sau ambele

### Idaho
Secțiunea 49-1401 a Statutului Idaho: Conducerea imprudentă  Arhivat în 11 iulie 2016, la Wayback Machine.
(1) Orice persoană care conduce sau se află în controlul fizic efectiv al unui vehicul pe o autostradă sau pe o proprietate publică sau privată deschisă utilizării publice, din neatenție și cu nepăsare sau fără precauția și circumspecția cuvenite și cu o viteză sau într-un mod care pune în pericol sau poate pune în pericol orice persoană sau proprietate, sau care depășește atunci când există o linie pe banda sa care indică o restricție a distanței de vizibilitate, se face vinovată de conducere imprudentă și, în caz de condamnare, este pedepsită în conformitate cu subsecțiunea (2) din prezenta secțiune.
(2) Orice persoană care pledează vinovată sau este găsită vinovată de conducere imprudentă pentru prima dată se face vinovată de o contravenție și poate fi condamnată la închisoare pentru cel mult șase (6) luni sau poate fi amendată cu cel mult o mie de dolari (1.000 $) sau poate fi pedepsită atât cu amendă, cât și cu închisoare. Orice persoană care pledează vinovată sau este găsită vinovată de conducere imprudentă, care a fost anterior găsită vinovată sau a pledat vinovată de conducere imprudentă sau de orice încălcare penală străină substanțial conformă în termen de cinci (5) ani, în pofida formei hotărârii (hotărârilor) sau a hotărârii (hotărârilor) reținute, se face vinovat de o contravenție și poate fi condamnat la închisoare pentru cel mult un (1) an sau poate fi amendat cu cel mult două mii de dolari (2.000 $) sau poate fi pedepsit atât cu amendă, cât și cu închisoare. Departamentul suspendă permisul de conducere sau privilegiile oricărei astfel de persoane, astfel cum se prevede în secțiunea 49-326, Idaho Code.
(3) Conducerea neatentă este considerată o infracțiune mai puțin gravă decât conducerea imprudentă și se aplică în acele circumstanțe în care comportamentul operatorului a fost neatent, neglijent sau imprudent, având în vedere circumstanțele existente la momentul respectiv, mai degrabă decât neatent sau nechibzuit, sau în acele cazuri în care pericolul pentru persoane sau bunuri prin comportamentul operatorului autovehiculului este redus. Orice persoană condamnată pentru conducere neatentă în temeiul prezentei secțiuni se face vinovată de o infracțiune și poate fi condamnată la închisoare pentru cel mult nouăzeci (90) de zile sau poate fi amendată cu cel mult trei sute de dolari (300 $) sau poate fi pedepsită cu amendă și închisoare.

### Illinois
Statutul Illinois 625 ILCS 5/11-503: Conducerea imprudentă 
(a) O persoană comite conducere imprudentă dacă:
(1) conduce un vehicul cu neglijență intenționată sau premeditată pentru siguranța persoanelor sau a bunurilor; sau
(2) conduce cu bună știință un vehicul și folosește o înclinație a carosabilului, cum ar fi o trecere la nivel cu calea ferată, o apropiere de pod sau un deal, pentru a face ca vehiculul să devină aeropurtat.
(b) Orice persoană condamnată pentru conducere imprudentă se face vinovată de o contravenție de clasa A, cu excepția celor prevăzute la subsecțiunile (b-1), (c) și (d) din prezenta secțiune.
(b-1) Cu excepția celor prevăzute în subsecțiunea (d), orice persoană condamnată pentru încălcarea subsecțiunii (a), în cazul în care încălcarea cauzează vătămarea corporală a unui copil sau a unui agent de pază a trecerii de pietoni în timp ce agentul de pază a trecerii de pietoni își îndeplinește atribuțiile oficiale, se face vinovată de o infracțiune de clasa 4.
(c) Orice persoană condamnată pentru comiterea unei încălcări a subsecțiunii (a) se face vinovată de conducere imprudentă agravată dacă încălcarea are ca rezultat vătămarea corporală gravă sau invaliditatea permanentă sau desfigurarea unei alte persoane. Cu excepția cazului prevăzut la subsecțiunea (d) din prezenta secțiune, conducerea imprudentă agravată este o infracțiune de clasa 4.
(d) Orice persoană condamnată pentru încălcarea subsecțiunii (a), în cazul în care încălcarea cauzează vătămări corporale grave sau invaliditate permanentă sau desfigurare unui copil sau unui agent de pază a trecerii de pietoni în timp ce agentul de pază a trecerii de pietoni își îndeplinește atribuțiile oficiale, este vinovată de conducere imprudentă agravată. Conducerea imprudentă agravată în temeiul prezentei subsecțiuni (d) este o infracțiune de clasa 3.

### Indiana
Statutul din Indiana 9-21-8-52: Conducerea imprudentă 
(a) O persoană care conduce un vehicul și care din imprudență:
(1) conduce cu o viteză nejustificat de mare sau cu o viteză nejustificat de mică, având în vedere circumstanțele, astfel încât să:
(A) pune în pericol siguranța sau proprietatea altor persoane; sau
(B) să blocheze fluxul corespunzător al traficului;
(2) depășește din spate un alt vehicul în timp ce se află pe o pantă sau într-o curbă în care vederea este obstrucționată pe o distanță mai mică de cinci sute (500) de picioare înainte
(3) intră și iese dintr-o linie de circulație, cu excepția cazului în care se permite altfel; sau
(4) accelerează sau refuză să acorde o jumătate (1/2) din carosabil unui conducător auto care depășește și dorește să depășească;
comite o contravenție de clasa B.
(b) O persoană care conduce un vehicul și care depășește imprudent un autobuz școlar oprit pe o șosea atunci când dispozitivul de semnalizare a brațului specificat în IC 9-21-12-13 este în poziția extinsă a dispozitivului comite o contravenție de clasă B. Cu toate acestea, infracțiunea este o contravenție de clasă A dacă provoacă vătămarea corporală a unei persoane.
(c) În cazul în care o infracțiune prevăzută la subsecțiunea (a) sau (b) are ca rezultat deteriorarea proprietății altei persoane sau vătămarea corporală a altei persoane, instanța recomandă suspendarea permisului de conducere actual al persoanei pentru o perioadă determinată de:
(1) nu mai puțin de treizeci (30) de zile; și
(2) nu mai mult de un (1) an.

### Iowa
Secțiunea 321.277 din Statutul Iowa: Conducerea imprudentă  Arhivat în 13 septembrie 2015, la Wayback Machine.
Orice persoană care conduce un vehicul într-un mod care indică fie o neglijență intenționată, fie o neglijență gratuită față de siguranța persoanelor sau a bunurilor se face vinovată de conducere imprudentă. Orice persoană condamnată pentru conducere imprudentă se face vinovată de o contravenție simplă.

### Kansas
Statutul Kansas Secțiunea 8-1566: Conducerea imprudentă  Arhivat în 11 aprilie 2019, la Wayback Machine.
(a) Orice persoană care conduce un vehicul neglijând în mod deliberat sau premeditat siguranța persoanelor sau a bunurilor se face vinovată de conducere imprudentă.
(b) Cu excepția cazurilor prevăzute în K.S.A. 8-2,142, încălcarea prezentei secțiuni este o contravenție. La prima condamnare pentru încălcarea prezentei secțiuni, o persoană este condamnată la o pedeapsă cu închisoarea de cel puțin cinci zile și de cel mult 90 de zile sau la o amendă de cel puțin 25 de dolari și de cel mult 500 de dolari, sau la ambele pedepse, amendă și închisoare. La o a doua condamnare sau la o condamnare ulterioară pentru încălcarea prezentei secțiuni, o persoană este condamnată la o pedeapsă cu închisoarea de cel puțin 10 zile și de cel mult șase luni sau la o amendă de cel puțin 50 de dolari și de cel mult 500 de dolari sau la ambele pedepse, amendă și închisoare.

### Kentucky
Statutul Kentucky KRS 189.290  Arhivat în 26 aprilie 2018, la Wayback Machine.

### Louisiana
Statutul Louisiana RS 32:58: Operațiune neglijentă  Arhivat în 11 ianuarie 2015, la Wayback Machine.
A. Orice persoană care conduce un autovehicul pe drumurile publice din acest stat trebuie să conducă într-un mod atent și prudent, astfel încât să nu pună în pericol viața, integritatea corporală sau proprietatea oricărei persoane. Nereușita de a conduce într-o astfel de manieră constituie conducere neglijentă.
B. În cazul în care conducerea neglijentă a autovehiculului cauzează în mod direct sau iminent decesul unei ființe umane, atunci când operatorul nu reușește să mențină controlul vehiculului din cauza adormirii, pe lângă sancțiunile prevăzute în prezentul titlu, persoanei i se va ordona, de asemenea, să presteze muncă în folosul comunității aprobată de instanță pentru cel mult două sute cincizeci de ore, iar departamentul poate suspenda permisul de conducere pentru o perioadă de doi ani

### Maine
Statutul Maine MRS Titlul 29-A Secțiunea 2413: Conducerea în vederea punerii în pericol 
1. Definiție. O persoană comite o infracțiune din clasa E dacă, din neglijență criminală, astfel cum este definită în titlul 17-A, persoana respectivă conduce un autovehicul în orice loc într-un mod care pune în pericol proprietatea altei persoane sau a unei persoane, inclusiv a operatorului sau pasagerului din autovehiculul condus.
1-A. Categoria de pedeapsă agravată. Fără a aduce atingere subsecțiunii 1, o persoană comite o infracțiune din clasa C dacă, din neglijență criminală, astfel cum este definită în titlul 17-A secțiunea 35, persoana respectivă conduce un autovehicul în orice loc într-un mod care pune în pericol proprietatea altei persoane sau a unei persoane, inclusiv a operatorului sau pasagerului din autovehiculul condus, și cauzează o vătămare corporală gravă, astfel cum este definită în titlul 17-A secțiunea 2 subsecțiunea 23, unei alte persoane.
2. Prezentarea faptelor. În pledoaria în temeiul prezentei secțiuni, nu este necesar să se invoce în mod specific faptele care constituie neglijență criminală.
3. Sancțiuni. În plus față de orice altă pedeapsă, instanța suspendă permisul de conducere al unei persoane condamnate în temeiul subsecțiunii 1 pentru cel puțin 30 de zile și cel mult 180 de zile, minim care nu poate fi suspendat. În plus față de orice altă pedeapsă, instanța suspendă permisul de conducere al unei persoane condamnate în temeiul subsecțiunii 1-A pentru cel puțin 180 de zile și cel mult 2 ani, perioadă minimă care nu poate fi suspendată. În cazul în care instanța nu suspendă permisul, secretarul de stat impune perioada minimă de suspendare. Instanța impune o pedeapsă alternativă care implică o amendă de cel puțin 575 $, care nu poate fi suspendată.

### Maryland
Statutul Maryland MD Transp. Cod Secțiunea 21-901.1: Conducere imprudentă 
(a) O persoană este vinovată de conducere imprudentă dacă conduce un autovehicul:
(1) neglijând în mod deliberat sau premeditat siguranța persoanelor sau a bunurilor; sau
(2) într-un mod care indică o nepăsare gratuită sau intenționată față de siguranța persoanelor sau a bunurilor.
(b) O persoană este vinovată de conducere neglijentă dacă conduce un autovehicul într-un mod neglijent sau imprudent care pune în pericol orice proprietate sau viața sau persoana oricărei persoane.

### Massachusetts
Statutul Massachusetts Capitolul 89  și 90 Secțiunea 24 

### Michigan
Michigan Statute 257.626 Conducere nechibzuită pe autostradă, pe un lac public înghețat sau pe un loc de parcare 
(1) O persoană care încalcă prezenta secțiune se face vinovată de conducere imprudentă, pedepsită astfel cum se prevede în prezenta secțiune.
(2) Cu excepția cazului în care se prevede altfel în prezenta secțiune, o persoană care conduce un vehicul pe o autostradă sau pe un lac, pârâu sau iaz public înghețat sau în alt loc deschis publicului larg, inclusiv, dar fără a se limita la, o zonă destinată parcării autovehiculelor, fără a ține seama în mod intenționat sau gratuit de siguranța persoanelor sau a bunurilor se face vinovată de o contravenție pedepsită cu închisoare pentru cel mult 93 de zile sau cu o amendă de cel mult 500,00 $ sau ambele.
(3) Începând cu 31 octombrie 2010, o persoană care conduce un vehicul cu încălcarea subsecțiunii (2) și care, prin conducerea vehiculului respectiv, cauzează unei alte persoane afectarea gravă a unei funcții corporale se face vinovată de o infracțiune pasibilă de pedeapsa cu închisoarea pe o perioadă de cel mult 5 ani sau de o amendă de cel puțin 1 000,00 $ sau mai mare de 5 000,00 $, sau de ambele. Hotărârea de condamnare poate impune sancțiunea permisă în temeiul secțiunii 625n. În cazul în care nu se dispune confiscarea vehiculului în temeiul secțiunii 625n, instanța dispune imobilizarea vehiculului în temeiul secțiunii 904d în hotărârea de condamnare.
(4) Începând cu 31 octombrie 2010, o persoană care exploatează un vehicul cu încălcarea subsecțiunii (2) și care, prin exploatarea vehiculului respectiv, cauzează decesul unei alte persoane se face vinovată de o infracțiune pasibilă de o pedeapsă cu închisoarea de cel mult 15 ani sau de o amendă de cel puțin 2.500,00 $ sau mai mare de 10.000,00 $, sau de ambele. Hotărârea de condamnare poate impune sancțiunea permisă în temeiul secțiunii 625n. În cazul în care nu se dispune confiscarea vehiculului în conformitate cu secțiunea 625n, instanța dispune imobilizarea vehiculului în conformitate cu secțiunea 904d în hotărârea de condamnare.
(5) În cadrul unei urmăriri penale în temeiul subsecțiunii (4), juriul nu este instruit cu privire la infracțiunea de încălcare a regulilor de circulație care cauzează decesul.

### Minnesota
Statutul Minnesota 169.13: Conducerea imprudentă sau neglijentă 
Subdiviziunea 1. Conducere imprudentă.
(a) Orice persoană care conduce un vehicul în așa fel încât să indice fie o neglijență intenționată, fie o neglijență gratuită față de siguranța persoanelor sau a bunurilor se face vinovată de conducere imprudentă și această conducere imprudentă este o contravenție.
(b) O persoană nu poate concura cu niciun vehicul pe nicio stradă sau autostradă din acest stat. Orice persoană care compară sau contestă în mod intenționat vitezele relative prin conducerea unuia sau mai multor vehicule se face vinovată de curse, ceea ce constituie conducere imprudentă, indiferent dacă viteza contestată sau comparată depășește sau nu viteza maximă prevăzută de lege.
Subdiviziunea 2. Conducere neglijentă.
Orice persoană care conduce sau oprește un vehicul pe o stradă sau pe o autostradă în mod neglijent sau nepăsător, fără a ține seama de drepturile altora sau într-un mod care pune în pericol sau poate pune în pericol un bun sau o persoană, inclusiv șoferul sau pasagerii vehiculului, se face vinovată de o contravenție.
Subdiviziunea 3. Aplicare.
(a) Dispozițiile prezentei secțiuni se aplică, dar nu sunt limitate în aplicare, oricărei persoane care conduce orice vehicul în modul interzis de prezenta secțiune:
(1) pe gheața oricărui lac, pârâu sau râu, inclusiv, dar fără a se limita la gheața oricărei ape limitrofe; sau
(2) într-o parcare utilizată în mod obișnuit de către public sau disponibilă publicului, deși nu de drept, și pe o alee care leagă parcarea de o stradă sau de o autostradă.
(b) Prezenta secțiune nu se aplică la:
(1) unui vehicul de urgență autorizat, atunci când răspunde la un apel de urgență sau când urmărește un infractor real sau suspectat;
(2) operării de urgență a oricărui vehicul atunci când evită un pericol iminent; sau
(3) oricărei piste de curse, oricărei instalații de curse sau oricărui alt eveniment public sancționat de autoritatea guvernamentală competentă.

### Mississippi
Statutul Mississippi 63-3-1201 
Orice persoană care conduce un vehicul într-o manieră care denotă o nepăsare intenționată sau gratuită față de siguranța persoanelor sau a bunurilor se face vinovată de conducere imprudentă. Conducerea imprudentă este considerată o infracțiune mai gravă decât conducerea neglijentă.
Orice persoană condamnată pentru conducere imprudentă se pedepsește, la prima condamnare, cu o amendă de cel puțin cinci dolari (5,00 $) și de cel mult o sută de dolari (100,00 $), iar la a doua condamnare sau la o condamnare ulterioară poate fi pedepsită cu închisoare pentru cel mult zece (10) zile sau cu o amendă de cel mult cinci sute de dolari (500,00 $), sau cu ambele.

### Missouri
Statutul Missouri MRS 304.012

### Montana
Statutul Montanei 61-8-301  Arhivat în 16 decembrie 2017, la Wayback Machine.
(a) conduce un vehicul neglijând în mod deliberat sau premeditat siguranța persoanelor sau a bunurilor; sau
(b) conduce un vehicul neglijând în mod deliberat sau premeditat siguranța persoanelor sau a bunurilor în timp ce depășește, în ambele sensuri, un autobuz școlar care a oprit și afișează semnalul vizual roșu intermitent, astfel cum se prevede în 61-8-351 și 61-9-402. Prezenta subsecțiune:
(1)(b) nu se aplică situațiilor descrise în 61-8-351(6).
(2) O municipalitate poate adopta și aplica 61-8-715 și subsecțiunea (1) din prezenta secțiune ca ordonanță.
(3) O persoană care este condamnată pentru infracțiunea de conducere imprudentă sau de punere în pericol imprudentă a unui lucrător rutier face obiectul sancțiunilor prevăzute în 61-8-715.
(4)
(a) O persoană comite infracțiunea de punere în pericol imprudentă a unui lucrător de pe autostradă dacă persoana conduce intenționat, cu bună știință sau din neglijență un autovehicul într-o zonă de construcție a unei autostrăzi într-un mod care pune în pericol persoane sau bunuri sau dacă persoana îndepărtează intenționat, ignoră sau lovește intenționat un dispozitiv oficial de control al traficului într-o zonă de construcție din alte motive decât:
(i) evitarea unui obstacol;
(ii) o urgență; sau
(iii) pentru a proteja sănătatea și siguranța unui ocupant al vehiculului sau a unei alte persoane.
(b) Astfel cum sunt utilizate în prezenta secțiune:
(i) „zonă de construcție” are același înțeles ca cel prevăzut în 61-8-314; și
(ii) „lucrător rutier” înseamnă un angajat al departamentului de transport, al unei autorități locale, al unei companii de utilități sau al unui contractant privat.

### Nebraska
Statutul Nebraska 60-6, 213 

### Nevada
Nevada Statute NRS 484B.653 Conducere imprudentă 
1. Este ilegal pentru o persoană să:
(a) Să conducă un vehicul neglijând în mod intenționat sau gratuit siguranța persoanelor sau a bunurilor.
(b) Să conducă un vehicul în cadrul unui concurs de viteză neautorizat pe un drum public.
(c) să organizeze un concurs de viteză neautorizat pe un drum public.
2. Dacă, în timp ce încalcă dispozițiile subsecțiunilor 1-5, inclusiv, din NRS 484B.270, NRS 484B.280, alineatul (a) sau (c) din subsecțiunea 1 din NRS 484B.283, NRS 484B.350, subsecțiunea 1 sau 2 din NRS 484B.363 sau subsecțiunea 1 din NRS 484B.600, conducătorul unui autovehicul este cauza imediată a unei coliziuni cu un pieton sau o persoană care merge pe bicicletă, încălcarea constituie conducere imprudentă.
3. O persoană care încalcă alineatul (a) din subsecțiunea 1 se face vinovată de o contravenție și:
(a) Pentru prima abatere, se pedepsește:
(1) cu o amendă de cel puțin 250 $, dar nu mai mult de 1.000 $; sau
(2) atât cu amendă, cât și cu închisoare în închisoarea comitatului pentru o perioadă de cel mult 6 luni.
(b) Pentru a doua abatere, se pedepsește:
(1) Cu o amendă de cel puțin 1.000 de dolari, dar nu mai mult de 1.500 de dolari; sau
(2) Atât cu amendă, cât și cu închisoare în închisoarea comitatului pentru cel mult 6 luni.
(c) Pentru a treia abatere și pentru fiecare abatere ulterioară, se pedepsește:
(1) cu o amendă de cel puțin 1.500 de dolari, dar nu mai mult de 2.000 de dolari; sau
(2) Atât cu amendă, cât și cu închisoare în închisoarea comitatului pentru cel mult 6 luni.
4. O persoană care încalcă alineatul (b) sau (c) din subsecțiunea 1 sau comite o încălcare care constituie conducere imprudentă în conformitate cu subsecțiunea 2 se face vinovată de o contravenție și:
(a) Pentru prima abatere:
(1) Se pedepsește cu o amendă de cel puțin 250 de dolari, dar nu mai mult de 1.000 de dolari;
(2) Trebuie să efectueze nu mai puțin de 50 de ore, dar nu mai mult de 99 de ore, de muncă în folosul comunității; și (3) Poate fi pedepsit cu închisoare în închisoarea comitatului pentru cel mult 6 luni.
(b) Pentru a doua abatere:
(1) Se pedepsește cu o amendă de cel puțin 1.000 de dolari, dar de cel mult 1.500 de dolari;
(2) Să efectueze nu mai puțin de 100 de ore, dar nu mai mult de 199 de ore, de muncă în folosul comunității; și
(3) Poate fi pedepsit cu închisoare în închisoarea județeană pentru o perioadă de cel mult 6 luni.
(c) pentru a treia abatere și pentru fiecare abatere ulterioară:
(1) Se pedepsește cu o amendă de cel puțin 1.500 de dolari, dar nu mai mult de 2.000 de dolari;
(2) Să efectueze 200 de ore de muncă în folosul comunității; și
(3) Poate fi pedepsită cu închisoarea în închisoarea comitatului pentru cel mult 6 luni.
5. În plus față de orice amendă, muncă în folosul comunității și închisoare impuse unei persoane în temeiul subsecțiunii 4, instanța:
(a) Emite o ordonanță de suspendare a permisului de conducere al persoanei pentru o perioadă de cel puțin 6 luni, dar nu mai mult de 2 ani și solicită persoanei să predea toate permisele de conducere deținute în acel moment de persoana respectivă;
(b) În termen de 5 zile de la emiterea unui ordin în conformitate cu alineatul (a), transmite Departamentului toate permisele, împreună cu o copie a ordinului;
(c) Pentru prima infracțiune, poate emite un ordin de confiscare, pentru o perioadă de 15 zile, a oricărui vehicul care este înregistrat pe numele persoanei care încalcă alineatul (b) sau (c) din subsecțiunea 1, dacă vehiculul este utilizat la comiterea infracțiunii; și
(d) pentru a doua infracțiune și pentru fiecare infracțiune ulterioară, emite un ordin de confiscare, pentru o perioadă de 30 de zile, a oricărui vehicul care este înmatriculat pe numele persoanei care încalcă alineatul (b) sau (c) din subsecțiunea 1, în cazul în care vehiculul este utilizat la comiterea infracțiunii.
6. Cu excepția cazului în care se prevede o pedeapsă mai mare în conformitate cu subsecțiunea 4 din NRS 484B.550, o persoană care săvârșește un act sau neglijează o obligație impusă de lege în timp ce conduce sau deține controlul fizic efectiv al unui vehicul, neglijând în mod deliberat sau premeditat siguranța persoanelor sau a bunurilor, în cazul în care actul sau neglijarea obligației cauzează moartea sau vătămarea corporală gravă a unei alte persoane, se face vinovat de o infracțiune de categoria B și se pedepsește cu închisoarea de stat pe o perioadă minimă de cel puțin 1 an și maximă de cel mult 6 ani și cu o amendă de cel puțin 2.000 de dolari, dar de cel mult 5.000 de dolari.
7. O persoană care încalcă orice dispoziție a prezentei secțiuni poate fi supusă sancțiunii suplimentare prevăzute în NRS 484B.130, cu excepția cazului în care persoana este supusă sancțiunii prevăzute în temeiul subsecțiunii 4 din NRS 484B.550.
8. În sensul prezentei secțiuni, „a organiza” înseamnă a planifica, programa sau promova, sau a ajuta la planificarea, programarea sau promovarea unui concurs de viteză neautorizat pe o cale publică, indiferent dacă se percepe o taxă pentru participarea la concursul de viteză neautorizat.

### New Hampshire
Statutul New Hampshire 265:79: Conducerea imprudentă 
Oricine conduce în orice mod un vehicul în mod imprudent sau determină conducerea imprudentă a unui vehicul, astfel cum este definită în RSA 626: 2 , II(c), sau astfel încât viața sau siguranța publicului să fie pusă în pericol, sau în cadrul unui pariu sau cursă, sau care conduce un vehicul cu scopul de a face o înregistrare, și încalcă astfel oricare dintre dispozițiile prezentului titlu sau orice norme adoptate de director, va fi, fără a aduce atingere dispozițiilor titlului LXII, se face vinovat de o încălcare și i se aplică o amendă de cel puțin 500 de dolari pentru prima abatere și de 750 de dolari pentru a doua abatere, dar nu mai mare de 1.000 de dolari, iar permisul îi este retras pentru o perioadă de 60 de zile pentru prima abatere și de la 60 de zile la un an pentru a doua abatere.

### New Jersey
Statutul New Jersey 39:4-96
39:4-96. O persoană care conduce un vehicul cu nepăsare, nesocotind în mod deliberat sau premeditat drepturile sau siguranța altora, într-un mod care pune în pericol sau poate pune în pericol o persoană sau un bun, se face vinovată de conducere imprudentă și se pedepsește cu închisoare în închisoarea comitatului sau municipală pentru o perioadă de cel mult 60 de zile sau cu o amendă de cel puțin 50,00 $ sau mai mare de 200,00 $, sau ambele.
La a doua condamnare sau la o condamnare ulterioară, acesta va fi pedepsit cu închisoare pentru o perioadă de cel mult trei luni sau cu o amendă de cel puțin 100 de dolari sau mai mare de 500 de dolari, sau ambele.

### New Mexico
Statutul New Mexico NMS 66-8-113 
A. Orice persoană care conduce un vehicul cu nepăsare și fără a ține seama de drepturile sau de siguranța altora, fără precauția și circumspecția cuvenite și cu o viteză sau într-un mod care pune în pericol sau poate pune în pericol orice persoană sau proprietate se face vinovată de conducere imprudentă.
B. Orice persoană condamnată pentru conducere imprudentă este pedepsită, fără a aduce atingere dispozițiilor secțiunii 31-18-13 NMSA 1978, la prima condamnare, cu închisoare de la cinci la nouăzeci de zile sau cu o amendă de la douăzeci și cinci de dolari (25,00 $). 00) sau mai mare de o sută de dolari (100 $), sau ambele, iar la o a doua condamnare sau la o condamnare ulterioară la închisoare pentru o perioadă cuprinsă între zece zile și șase luni sau la o amendă cuprinsă între cincizeci de dolari (50 $) și o mie de dolari (1 000 $), sau ambele.
C. La condamnarea pentru încălcarea prezentei secțiuni, directorul poate suspenda permisul sau autorizația de a conduce și orice privilegiu de operare pentru nerezidenți pentru o perioadă de cel mult nouăzeci de zile.

### New York
În New York, conducerea imprudentă este o infracțiune. În afara instanței penale a orașului New York, un inculpat adult are dreptul la un proces cu juriu pentru toate infracțiunile, inclusiv conducerea imprudentă.

#### Amenzi și închisoare
O acuzație de conducere imprudentă în New York este o contravenție neclasificată, pedepsită după cum urmează:
| INFRACȚIUNE | AMENDA MAXIMĂ | TIMP MAXIM DE ÎNCHISIOARE | PUNCTE |
| ----------- | ------------- | ------------------------- | ------ |
| 1           | 300 USD       | 30 de zile                | 5      |
| a 2 a       | 525 USD       | 90 de zile                | 5      |
| a 3 a       | 1.125 USD     | 180 de zile               | 5      |

#### Statut
§ 1212. Conducerea imprudentă. Conducerea imprudentă înseamnă conducerea sau utilizarea oricărui autovehicul, motocicletă sau a oricărui alt vehicul propulsat de o altă forță decât cea musculară sau a oricărui dispozitiv sau accesoriu al acestuia într-un mod care interferează în mod nejustificat cu utilizarea liberă și adecvată a drumului public sau pune în pericol în mod nejustificat utilizatorii drumului public. Conducerea imprudentă este interzisă. Orice persoană care încalcă prezenta dispoziție se face vinovată de o contravenție. 

### Carolina de Nord
Statutul Carolina de Nord NCGS secțiunea 20-140: Conducerea imprudentă 
(a) Orice persoană care conduce un vehicul pe o șosea sau pe o zonă publică de circulație a vehiculelor cu neatenție și fără grijă, fără a ține seama în mod deliberat sau premeditat de drepturile sau siguranța altora, se face vinovată de conducere imprudentă.
(b) Orice persoană care conduce un vehicul pe o șosea sau pe o zonă publică pentru vehicule fără precauția și circumspecția cuvenite și cu o viteză sau într-un mod care pune în pericol sau poate pune în pericol orice persoană sau proprietate se face vinovată de conducere imprudentă.
(c) Abrogat prin Legile sesiunii 1983, c. 435, s. 23.
(d) Conducerea imprudentă, astfel cum este definită în subsecțiunile (a) și (b), este o contravenție de clasa 2.
(e) Abrogată prin Session Laws 1983, c. 435, s. 23.
(f) O persoană se face vinovată de infracțiunea de conducere imprudentă de clasa 2 dacă persoana conduce un autovehicul comercial care transportă o încărcătură care face obiectul cerințelor de autorizare din G.S. 20-119 pe o autostradă sau pe orice zonă publică de circulație a vehiculelor fie
(1) Cu nepăsare și fără a ține seama de drepturile sau siguranța celorlalți; sau
(2) fără precauția și circumspecția cuvenite și cu o viteză sau într-un mod care să pună în pericol sau să poată pune în pericol orice persoană sau proprietate

### Dakota de Nord
Statutul Dakota de Nord Codul ND Capitolul 39-08-03 
Orice persoană este vinovată de conducere imprudentă dacă conduce un vehicul:
1. Cu imprudență, fără a ține seama de drepturile sau siguranța altor persoane; sau
2. Fără precauția și circumspecția cuvenite și cu o viteză sau într-un mod care pune în pericol sau poate pune în pericol orice persoană sau proprietatea altei persoane. Cu excepția cazului în care se prevede altfel în prezentul regulament, orice persoană care încalcă dispozițiile prezentei secțiuni se face vinovată de o contravenție de clasa B. Orice persoană care, din cauza conducerii imprudente, astfel cum este definită în prezentul regulament, cauzează vătămarea persoanei altei persoane, se face vinovată de conducere imprudentă agravată și se face vinovată de o contravenție de clasa A.

### Ohio
Statutul Ohio ORC secțiunea 4511.20: Operațiune în nerespectarea intenționată sau involuntară a siguranței persoanelor sau a proprietății 
(A) Nicio persoană nu trebuie să opereze un vehicul, un troleibuz fără șine sau un tramvai pe o stradă sau pe o șosea, neglijând în mod intenționat sau gratuit siguranța persoanelor sau a bunurilor.
(B) Cu excepția cazului în care se prevede altfel în prezenta diviziune, oricine încalcă prezenta secțiune se face vinovat de o contravenție minoră. În cazul în care, în termen de un an de la săvârșirea infracțiunii, contravenientul a fost anterior condamnat pentru sau a pledat vinovat pentru o infracțiune legată de autovehicule sau de trafic, oricine încalcă prezenta secțiune se face vinovat de o contravenție de gradul al patrulea. În cazul în care, în termen de un an de la comiterea infracțiunii, contravenientul a fost condamnat anterior pentru două sau mai multe infracțiuni rutiere sau legate de autovehicule, cel care încalcă prezenta secțiune se face vinovat de o contravenție de gradul al treilea.

### Oklahoma
Statutul Oklahoma 47-11-901: Conducerea imprudentă 
A. Se consideră conducere imprudentă orice persoană care conduce un autovehicul într-un mod neglijent sau nechibzuit, fără a ține seama de siguranța persoanelor sau a bunurilor sau cu încălcarea condițiilor prevăzute în secțiunea 11-801 din prezentul titlu.
B. Orice persoană condamnată pentru conducere imprudentă va fi pedepsită la prima condamnare cu închisoare pentru o perioadă de cel puțin cinci (5) zile și de cel mult nouăzeci (90) de zile sau cu o amendă de cel puțin o sută de dolari (100,00 $) și de cel mult cinci sute de dolari (500,00 $). 00) sau atât o astfel de amendă, cât și pedeapsa cu închisoarea; în cazul unei a doua condamnări sau al unei condamnări ulterioare, pedeapsa va fi închisoarea pentru o perioadă de cel puțin zece (10) zile și cel mult șase (6) luni sau o amendă de cel puțin o sută cincizeci de dolari (150,00) și cel mult o mie de dolari (1,000.00) sau atât o astfel de amendă, cât și pedeapsa cu închisoarea.

### Oregon
Statutele revizuite din Oregon
 ORS 811.140 Conducerea imprudentă - sancțiune (1) O persoană comite infracțiunea de conducere imprudentă dacă persoana conduce imprudent un vehicul pe o autostradă sau în alte locuri descrise în prezenta secțiune într-un mod care pune în pericol siguranța persoanelor sau a bunurilor. (2) Utilizarea termenului de imprudență în prezenta secțiune este conform definiției din ORS 161.085 (Definiții cu privire la vinovăție). (3) Infracțiunea descrisă în prezenta secțiune, conducerea imprudentă, este o contravenție de clasa A și se aplică în orice incintă deschisă publicului. [1983 c.338 §571]
Modificat la 1 iulie 2007 

### Pennsylvania
Statutul Pennsylvania Titlul 75 Capitolul 37 Secțiunea 36: Conducerea nesăbuită 
(a) Regula generală - Orice persoană care conduce un vehicul neglijând în mod deliberat sau premeditat siguranța persoanelor sau a bunurilor se face vinovată de conducere imprudentă.
(b) Sancțiune: orice persoană care încalcă prezenta secțiune comite o infracțiune sumară și, în caz de condamnare, va fi condamnată la plata unei amenzi de 200 de dolari.

### Rhode Island
Statutul Rhode Island Secțiunea 31-27-4: Conducerea imprudentă 
(a) Orice persoană care conduce un autovehicul în mod imprudent, astfel încât viața sau siguranța publicului ar putea fi pusă în pericol, sau care participă la curse de drag sau care conduce un vehicul în încercarea de a eluda sau de a fugi de un agent de circulație sau de un vehicul de poliție se face vinovată de o contravenție pentru prima condamnare și de o infracțiune pentru a doua condamnare și pentru fiecare condamnare ulterioară.
(b) În sensul prezentului titlu, „curse dragster” (drag racing) înseamnă acțiunea a două (2) sau mai multe persoane care concurează sau se întrec într-o situație în care unul dintre autovehicule se află lângă sau în spatele unui autovehicul condus de un șofer concurent și un șofer încearcă să împiedice șoferul concurent să îl depășească sau să îl depășească, sau una sau mai multe persoane care concurează într-o cursă contra cronometru, cu excepția cazului în care cursa este autorizată de proprietarul proprietății pe care are loc cursa.

### Carolina de Sud
Statutul Carolina de Sud Secțiunea 56-5-2920 
Orice persoană care conduce un vehicul în așa fel încât să indice o nepăsare intenționată sau gratuită față de siguranța persoanelor sau a bunurilor se face vinovată de conducere imprudentă. Departamentul pentru autovehicule, la primirea unei dovezi satisfăcătoare a condamnării, a înregistrării unei declarații de vinovăție sau a pierderii cauțiunii oricărei persoane acuzate de o a doua infracțiune sau de infracțiuni ulterioare pentru încălcarea prezentei secțiuni, suspendă imediat permisul de conducere al oricărei astfel de persoane pentru o perioadă de trei luni. Numai acele infracțiuni care au avut loc într-o perioadă de cinci ani inclusiv și imediat anterioară datei ultimei infracțiuni constituie infracțiuni anterioare în sensul prezentei secțiuni. Orice persoană care încalcă dispozițiile prezentei secțiuni este pedepsită, în caz de condamnare, pledoarie de vinovăție sau pierderea cauțiunii, cu o amendă de cel puțin douăzeci și cinci de dolari și de cel mult două sute de dolari sau cu închisoare pentru cel mult treizeci de zile.

### Dakota de Sud
Statutul Dakota de Sud 32-24-1: Conducerea imprudentă  Arhivat în 3 martie 2016, la Wayback Machine.
Contravenție. Orice persoană care conduce un vehicul pe o autostradă, pe o alee, într-un parc public, într-o zonă de agrement sau pe proprietatea unei școli, a unui colegiu sau a unei universități publice sau private, din neatenție și cu nepăsare, fără a ține seama de drepturile sau de siguranța altora sau fără precauția și circumspecția cuvenite și cu o viteză sau într-un mod care pune în pericol sau poate pune în pericol orice persoană sau proprietate, se face vinovată de conducere imprudentă. Conducerea imprudentă este o contravenție de clasa 1.

### Tennessee
Cod Tennessee §55-10-205: Conducere imprudentă 
(a) Orice persoană care conduce un vehicul cu nepăsare intenționată sau gravă față de siguranța persoanelor sau a bunurilor comite infracțiunea de conducere imprudentă.
(b) Comite infracțiunea de conducere imprudentă persoana care conduce o motocicletă cu anvelopa din față ridicată de la sol, neglijând în mod deliberat și gratuit siguranța persoanelor sau a bunurilor pe orice stradă publică, autostradă, alee, parcare sau alee de acces sau în incinta oricărui centru comercial, parc de rulote, complex de case de locuit sau orice alte incinte care sunt în general frecventate de publicul larg. Cu condiția ca infracțiunea de conducere imprudentă pentru conducerea unei motociclete cu anvelopa din față ridicată de la sol să nu se aplice persoanelor care merg într-o paradă, la o viteză care nu depășește treizeci (30) de mile pe oră, dacă persoana are vârsta de optsprezece (18) ani sau mai mult.
(c) O încălcare a prezentei secțiuni este o contravenție de clasa B.

### Texas
Statutul Texas Sec. 545.401: Conducere imprudentă 
(a) O persoană săvârșește o infracțiune dacă conduce un vehicul neglijând în mod deliberat sau premeditat siguranța persoanelor sau a bunurilor.
(b) O infracțiune în temeiul prezentei secțiuni este o contravenție care se pedepsește cu:
(1) o amendă care nu depășește 200 $;
(2) detenție în închisoarea comitatului pentru cel mult 30 de zile; sau
(3) atât amenda, cât și închisoarea.
(c) Fără a aduce atingere secțiunii 542.001, prezenta secțiune se aplică la:
(1) unei căi de acces private sau unei zone de parcare puse la dispoziția unui client sau patron de către o întreprindere, alta decât o proprietate rezidențială privată sau proprietatea unui garaj sau parcare pentru care se percepe o taxă pentru depozitarea sau parcarea autovehiculelor; și
(2) o autostradă sau un alt loc public.
(d) Fără a aduce atingere secțiunii 542.004, prezenta secțiune se aplică unei persoane, unei echipe sau autovehiculelor și altor echipamente angajate în lucrări pe suprafața unei autostrăzi.

### Utah
Statutul Utah Cod UT 41-6a-528  Arhivat în 12 septembrie 2015, la Wayback Machine.
(1) Se face vinovată de conducere imprudentă persoana care conduce un vehicul:
(a) neglijând în mod deliberat sau premeditat siguranța persoanelor sau a bunurilor; sau
(b) în timp ce comite trei sau mai multe încălcări ale normelor de circulație în mișcare în temeiul titlului 41 capitolul 6a din Codul rutier, într-o serie de acte care au loc într-o singură perioadă continuă de conducere care acoperă o distanță totală de trei mile sau mai puțin.
(2) O persoană care încalcă subsecțiunea (1) se face vinovată de o contravenție de clasă B.

### Vermont
Vermont Statut 23 VSA Secțiunea 1091: Operare neglijentă; operare grav neglijentă 
(a) Operare neglijentă.
(1) O persoană care conduce un autovehicul pe un drum public în mod neglijent se face vinovată de conducere neglijentă.
(2) Standardul pentru o condamnare pentru conducere din neglijență cu încălcarea prezentei subsecțiuni este neglijența obișnuită, examinându-se dacă persoana a încălcat o obligație de a exercita o grijă obișnuită.
(3) O persoană care încalcă prezenta subsecțiune este condamnată la o pedeapsă cu închisoarea de cel mult un an sau la o amendă de cel mult 1.000,00 USD, sau la ambele. În cazul în care persoana a fost condamnată anterior pentru o încălcare a prezentei subsecțiuni, persoana este condamnată la cel mult doi ani de închisoare sau la o amendă de cel mult 3.000,00 $ sau la ambele.
(b) Operare cu neglijență gravă.
(1) O persoană care conduce un autovehicul pe un drum public într-un mod prin neglijență gravă se face vinovată de conducere prin neglijență grav.
(2) Standardul pentru o condamnare pentru conducere din neglijență gravă cu încălcarea prezentei subsecțiuni este neglijența gravă, examinându-se dacă persoana a avut un comportament care a implicat o abatere gravă de la atenția pe care o persoană rezonabilă ar fi exercitat-o în situația respectivă.
(3) O persoană care încalcă prezenta subsecțiune este condamnată la o pedeapsă cu închisoarea de cel mult doi ani sau la o amendă de cel mult 5.000,00 USD, sau la ambele. În cazul în care persoana a fost condamnată anterior pentru o încălcare a prezentei secțiuni, persoana este condamnată la cel mult patru ani de închisoare sau la o amendă de cel mult 10.000,00 $ sau la ambele. Dacă vătămarea corporală gravă, astfel cum este definită în 13 V.S.A. § 1021 sau decesul oricărei persoane, alta decât operatorul, persoana este condamnată la o pedeapsă cu închisoarea de cel mult 15 ani sau la o amendă de cel mult 15.000,00 USD, sau la ambele. În cazul în care rezultă vătămări corporale grave sau decesul mai multor persoane, altele decât operatorul, operatorul poate fi condamnat pentru o încălcare separată a prezentei subdiviziuni pentru fiecare decedat sau persoană vătămată.
(c) Dispozițiile prezentei secțiuni nu limitează sau restricționează urmărirea penală pentru ucidere din culpă.
(d) O persoană condamnată pentru încălcarea subsecțiunii (b) din prezenta secțiune se taxează cu o suprataxă de 50,00 USD, care se adaugă la orice amendă sau suprataxă impusă de instanță. Instanța colectează și transferă suprataxa impusă în temeiul prezentei subsecțiuni pentru a fi creditată la Fondul de aplicare a legislației privind conducerea sub influența alcoolului. Procedurile de colectare descrise în 13 V.S.A. § 5240 sunt utilizate pentru colectarea acestei suprataxe.

### Virginia
Codul din Virginia⁠(d) are numeroase articole referitoare la conducerea imprudentă. De exemplu, codul Virginia⁠(d) Virginia Code § 46.2-862 definește în mod explicit faptul de a depăși cu 20 mph sau mai mult limita de viteză afișată, sau la orice viteză mai mare de 85 mph, drept conducere imprudentă.
În timp ce conducerea imprudentă este considerată o încălcare a codului autovehiculelor, aceasta este pedepsită ca o contravenție de clasa 1, care este o infracțiune pedepsită cu până la un an de închisoare în Virginia. Conducerea imprudentă duce, de asemenea, la sancțiuni DMV, cum ar fi puncte și suspendarea permisului.
Șoferii condamnați pentru conducere imprudentă în Virginia, inclusiv șoferii din afara statului și șoferii străini (de exemplu, canadieni), nu vor avea un cazier judiciar⁠(d) în urma acestei condamnări, deoarece statutul se aplică în temeiul titlului 46.2 și nu al titlului 18.2. Condamnarea nu este indexată în National Crime Information Center și nici nu este raportată la Virginia Central Criminal Records Exchange. Cu toate acestea, condamnarea este indexată în Virginia General District Court Online Case Information System și este adăugată la dosarul Departamentului de autovehicule (DMV) din Virginia timp de 11 ani, fiind aplicate șase puncte de demerit⁠(d).
O persoană acuzată de conducere imprudentă, în cazul în care demonstrează că acțiunile sale, deși arată o atenție insuficientă sau incapacitatea de a utiliza în mod corespunzător un vehicul, dar nu sunt cu adevărat suficient de grave pentru a atinge nivelul de conducere imprudentă, poate fi condamnată de instanță pentru infracțiunea mai puțin gravă⁠(d) de conducere necorespunzătoare, care este considerată o infracțiune rutieră. Această reducere potențială a nivelului infracțiunii este disponibilă numai în timpul procesului, deoarece un ofițer de poliție⁠(d) poate doar să scrie o amendă de circulație⁠(d) sau o citație⁠(d) pentru conducere imprudentă, nu are capacitatea de a scrie o amendă pentru conducere necorespunzătoare.
Statute aplicate în mod obișnuit pentru conducerea imprudentă„
§ 46.2-852. Conducerea imprudentă; regulă generală. - Indiferent de vitezele maxime permise de lege, orice persoană care conduce un vehicul pe orice autostradă în mod nechibzuit sau cu o viteză sau într-un mod care pune în pericol viața, integritatea corporală sau proprietatea oricărei persoane se face vinovată de conducere imprudentă.
§ 46.2-862. Depășirea limitei de viteză. - O persoană care conduce un autovehicul pe autostrăzile din Commonwealth (i) cu o viteză de 20 mile pe oră sau mai mult peste limita maximă de viteză aplicabilă sau (ii) cu o viteză de peste 85 mile pe oră, indiferent de limita maximă de viteză aplicabilă, se face vinovată de conducere imprudentă.
§ 46.2-868. Conducerea imprudentă; sancțiuni. -
A. Orice persoană condamnată pentru conducere imprudentă în temeiul dispozițiilor prezentului articol se face vinovată de o contravenție de clasa 1.
B. Orice persoană condamnată pentru conducere imprudentă în temeiul dispozițiilor prezentului articol care, atunci când a comis infracțiunea, (i) conducea fără un permis de conducere valabil din cauza unei suspendări sau revocări pentru o încălcare a regulilor de circulație și, (ii) ca rezultat unic și apropiat al conducerii sale imprudente, a cauzat moartea altei persoane, se face vinovată de o infracțiune de clasa 6.
Lista legilor aplicabile din Codul Virginiei⁠(d)
§ 46.2-852. Conducerea imprudentă; regulă generală.
§ 46.2-853. Conducerea unui vehicul care nu este sub control; frâne defecte.
§ 46.2-854. Depășirea pe sau pe creasta unei pante sau într-o curbă.
§ 46.2-855. Conducerea cu vizibilitatea șoferului obstrucționată sau cu controlul împiedicat.
§ 46.2-856. Depășirea a două vehicule în paralel.
§ 46.2-857. Conducerea a două vehicule în paralel pe o singură bandă.
§ 46.2-858. Depășirea la o trecere la nivel cu calea ferată.
§ 46.2-859. Depășirea unui autobuz școlar oprit; dovezi prima facie.
§ 46.2-860. Omisiunea de a semnaliza corespunzător
§ 46.2-861. Conducerea cu viteză prea mare pentru condițiile de drum și trafic.
§ 46.2-862. Depășirea limitei de viteză.
§ 46.2-863. Neacordarea priorității de trecere.
§ 46.2-864. Conducerea imprudentă pe parcări, etc.
§ 46.2-865. Curse; sancțiune.
§ 46.2-865.1. Rănirea altei persoane sau provocarea morții alteia în timpul participării la o cursă; sancțiuni.
§ 46.2-866. Curse; complici sau instigatori.
§ 46.2-867. Curse; confiscarea autovehiculului.
§ 46.2-868. Conducerea imprudentă; sancțiuni.
§ 46.2-869. Conducerea necorespunzătoare; sancțiuni.
§ 46.2-878.1. Limite maxime de viteză în zonele de lucru de pe autostradă; sancțiuni.
§ 46.2-829. Apropierea vehiculelor de aplicare a legii sau de stingere a incendiilor, a vehiculelor de salvare sau a ambulanțelor; încălcare ca neacordare a priorității de trecere
§ 46.2-392. Suspendarea permisului sau eliberarea unui permis restricționat în cazul condamnării pentru conducere imprudentă sau agresivă; condiții de probă necesare; în general.
§ 46.2-393. Suspendarea permisului la condamnarea pentru anumite infracțiuni imprudente; permise restricționate.
§ 46.2-396. Suspendarea permisului pentru conducere imprudentă soldată cu decesul oricărei persoane.

### Washington
RCW 46.61.500 Conducere imprudentă - Sancțiune
(1) Orice persoană care conduce un vehicul neglijând în mod intenționat sau cu rea-credință siguranța persoanelor sau a bunurilor se face vinovată de conducere imprudentă. Încălcarea dispozițiilor prezentei secțiuni este o infracțiune gravă care se pedepsește cu închisoare de până la trei sute șaizeci și patru de zile și cu o amendă de cel mult cinci mii de dolari.
(2) Permisul sau permisul de conducere sau orice privilegiu de nerezident al oricărei persoane condamnate pentru conducere imprudentă este suspendat de departament pentru cel puțin treizeci de zile.
RCW 46.61.530 Curse de vehicule pe autostrăzi - Conducere imprudentă - Excepție.
Nicio persoană sau persoane nu se pot întrece cu un autovehicul sau autovehicule pe orice drum public din acest stat. Orice persoană sau persoane care compară sau contestă în mod deliberat vitezele relative prin conducerea unuia sau mai multor autovehicule se fac vinovate de curse, ceea ce constituie conducere imprudentă în conformitate cu RCW 46.61.500, indiferent dacă viteza respectivă depășește sau nu viteza maximă prevăzută de lege: Cu toate acestea, orice comparație sau concurs al preciziei cu care pot fi conduse autovehiculele în ceea ce privește vitezele relative care nu depășesc viteza maximă indicată nu constituie o cursă.

### Virginia de Vest
§17C-5-3. Conducerea imprudentă; sancțiuni.
(a) Orice persoană care conduce un vehicul pe orice stradă sau autostradă, sau pe orice stradă rezidențială, sau în orice zonă de parcare, sau pe căile de acces ale oricărei instituții de învățământ superior, publice sau private, sau pe căile de acces ale oricărei instituții de stat, sau pe proprietatea oricărui consiliu județean de învățământ, sau pe orice proprietate din cadrul parcului de stat și al sistemului public de recreere stabilit de directorul Diviziei de Resurse Naturale în conformitate cu secțiunea trei, articolul patru, capitolul douăzeci din prezentul cod, neglijând în mod deliberat sau premeditat siguranța persoanelor sau a bunurilor, se face vinovată de conducere imprudentă.
(b) Dispozițiile subsecțiunii (a) din prezenta secțiune nu se aplică acelor zone care au fost închise temporar pentru evenimente sportive de curse sau care pot fi rezervate de către directorul Diviziei de Resurse Naturale în cadrul sistemului de parcuri de stat și de agrement pentru utilizarea exclusivă de către motociclete sau alte vehicule de agrement.
(c) Orice persoană condamnată pentru conducere imprudentă se face vinovată de o infracțiune și, la prima condamnare, va fi închisă în închisoare pentru o perioadă de cel puțin cinci zile și de cel mult nouăzeci de zile sau va primi o amendă de cel puțin douăzeci și cinci de dolari și de cel mult cinci sute de dolari sau ambele, iar la a doua condamnare sau la o condamnare ulterioară, va fi închisă în închisoare pentru o perioadă de cel puțin zece zile și de cel puțin șase luni sau va primi o amendă de cel puțin cincizeci de dolari și de cel puțin o mie de dolari sau ambele.
(d) Fără a aduce atingere dispozițiilor subsecțiunii (c) din prezenta secțiune, orice persoană condamnată pentru o încălcare a subsecțiunii (a) din prezenta secțiune care, prin aceasta, cauzează în mod proxim unei alte persoane vătămări corporale grave, va fi, după condamnare, închisă în închisoare nu mai puțin de zece zile și nu mai mult de șase luni sau amendată cu nu mai puțin de cincizeci de dolari și nu mai mult de o mie de dolari, sau ambele.
(e) În sensul subsecțiunii (d) din prezenta secțiune, „vătămare corporală gravă” înseamnă vătămare corporală care creează un risc substanțial de deces, care provoacă desfigurarea gravă sau prelungită, afectarea prelungită a sănătății sau pierderea sau afectarea prelungită a funcției oricărui organ corporal.

### Wisconsin
Statutul Wisconsin Cod WI Secțiunea 346.62: Conducere imprudentă 
(1) În prezenta secțiune:
(a) „Vătămare corporală” are sensul prevăzut la s. 939.22 (4).
(b) „Vătămare corporală gravă” are înțelesul desemnat în s. 939.22 (14).
(c) „Neglijență” are sensul desemnat în s. 939.25 (2).
(d) „Vehicul” are sensul prevăzut la s. 939.22 (44), cu excepția cazului în care, în sensul subparagrafului (2m), „vehicul” are sensul prevăzut la s. 340.01 (74).
(2) Nicio persoană nu poate pune în pericol siguranța unei persoane sau a unei proprietăți prin conducerea neglijentă a unui vehicul.
(2m) Nicio persoană nu poate pune în pericol, din imprudență, siguranța unei persoane prin conducerea unui vehicul pe sau peste o trecere la nivel cu calea ferată, cu încălcarea s. 346.44 (1) sau prin, în jurul sau sub orice poartă sau barieră la o trecere la nivel cu calea ferată, cu încălcarea s. 346.44 (2).
(3) Nicio persoană nu poate cauza vătămări corporale altei persoane prin conducerea neglijentă a unui vehicul.
(4) Nicio persoană nu poate cauza altei persoane vătămări corporale grave prin conducerea neglijentă a unui vehicul.

### Wyoming
Statutul Wyoming Statutul WY Titlul 31 Capitolul 5 Secțiunea 229: Conducerea imprudentă 
Orice persoană care conduce un vehicul fără a ține seama în mod deliberat sau premeditat de siguranța persoanelor sau a bunurilor se face vinovată de conducere imprudentă.

## Penalități de stat
| Stat     | Condiție prealabilă                                                      | Pedeapsa obligatorie | Pedeapsa maximă | Sursă                                                        |
| -------- | ------------------------------------------------------------------------ | -------------------- | --- | ------------------------------------------------------------ |
| Texas    | Niciuna specificată                                                      | Niciuna specificată  | - O amendă de până la 200 USD - Până la 30 de zile de închisoare                                                    | http://www.statutes.legis.state.tx.us/Docs/TN/htm/TN.545.htm |
| Virginia | Mai mare de 85 mph SAU mai mult de 20 mph peste limita de viteză afișată | Delict de clasa 1    | - Amendă de până la 2.500 USD - Până la 12 luni de închisoare - Până la 6 luni pierderea privilegiului de conducere |                                                              |